# モーニングムーン
「モーニングムーン」（英語: Morning Moon）は、チャゲ&飛鳥（現：CHAGE and ASKA）の楽曲。自身の14作目のシングルとして、キャニオン・レコード（現：ポニーキャニオン）から1986年2月5日に発売された。

## 背景・リリース
1985年10月にキャニオン・レコード（現：ポニーキャニオン）に移籍してから初となるシングル。レコード会社の移籍後からチャゲ（現：Chage）は、サングラスをかけるようになった。また、移籍前は自分達でメイクを行なっていたが、移籍後には専属のスタイリストが付き、ビジュアル面も変化している:380-381。
公式サイトでは、「モーニングムーン/Gently」の表記となっており、両A面シングル扱いとなっている。

## チャート成績
本作はオリコン週間ランキングに17週ランクインを果たして、ロングヒットとなった。
以下はオリコンでの順位である。
| 日付  | 順位 |
| 02/24 | 19   |
| 03/03 | 19   |
| 03/10 | 19   |
| 03/17 | 15   |
| 03/24 | 11   |
| 03/31 | 13   |
| 04/07 | 15   |
| 04/14 | 15   |
| 04/21 | 16   |
| 04/28 | 15   |

## 収録曲
| #         | タイトル             | 作詞      | 作曲      | 編曲      | 時間 |
| --------- | -------------------- | --------- | --------- | --------- | ---- |
| 1.        | 「モーニングムーン」 | 飛鳥涼    | 飛鳥涼    | 佐藤準    | 4:09 |
| 2.        | 「Gently」           | CHAGE     | CHAGE     | 栗原正己  | 4:48 |
| 合計時間: | 合計時間:            | 合計時間: | 合計時間: | 合計時間: | 8:57 |

## 楽曲解説
1. モーニングムーン
打ち込みを取り入れたロック・テイストのビートで、派手なシンセ・サウンド、アグレッシヴな手触りのメロディ・ラインに仕上がっている[1]。
発売当時、コンサート会場で「ヒット曲が出来たので、聴いてください。新曲『モーニングムーン』です」と紹介し、自分たちやスタッフにプレッシャーをかけて興奮させてたという[2]:381。
アルバム『TURNING POINT』に収録されたものが本来のオリジナル・ヴァージョンであり、シングル・ヴァージョンではイントロ、1番と2番の間と2番とラストサビの間の間奏が一部カットされている。
2. Gently
その後にリリースされたアルバムには本曲は収録されず、またシングル自体も廃盤になったため、しばらくは入手困難な状態が続いていたが、2009年8月25日より各大手配信サイトにて楽曲の配信が開始された為、両曲共に視聴、入手は容易となった。

## 収録アルバム
国内盤
- TURNING POINT (#1)※アルバム・ヴァージョン
- SUPER BEST（#1）
- SUPER BEST II (#1)※リミックス・ヴァージョン
- SUPER BEST BOX SINGLE HISTORY 1979-1994 AND Snow Mail (#1)※リミックス・バージョン
- CHAGE&ASKA VERY BEST ROLL OVER 20TH (#1)※アルバム・ヴァージョン

海外盤
- 倆角形 Duet Angle 20th anniversary (#1)※アルバム・ヴァージョン

## カバー
モーニングムーン
- 猿岩石 （1999年、アルバム『1986』）